# Mille-Club

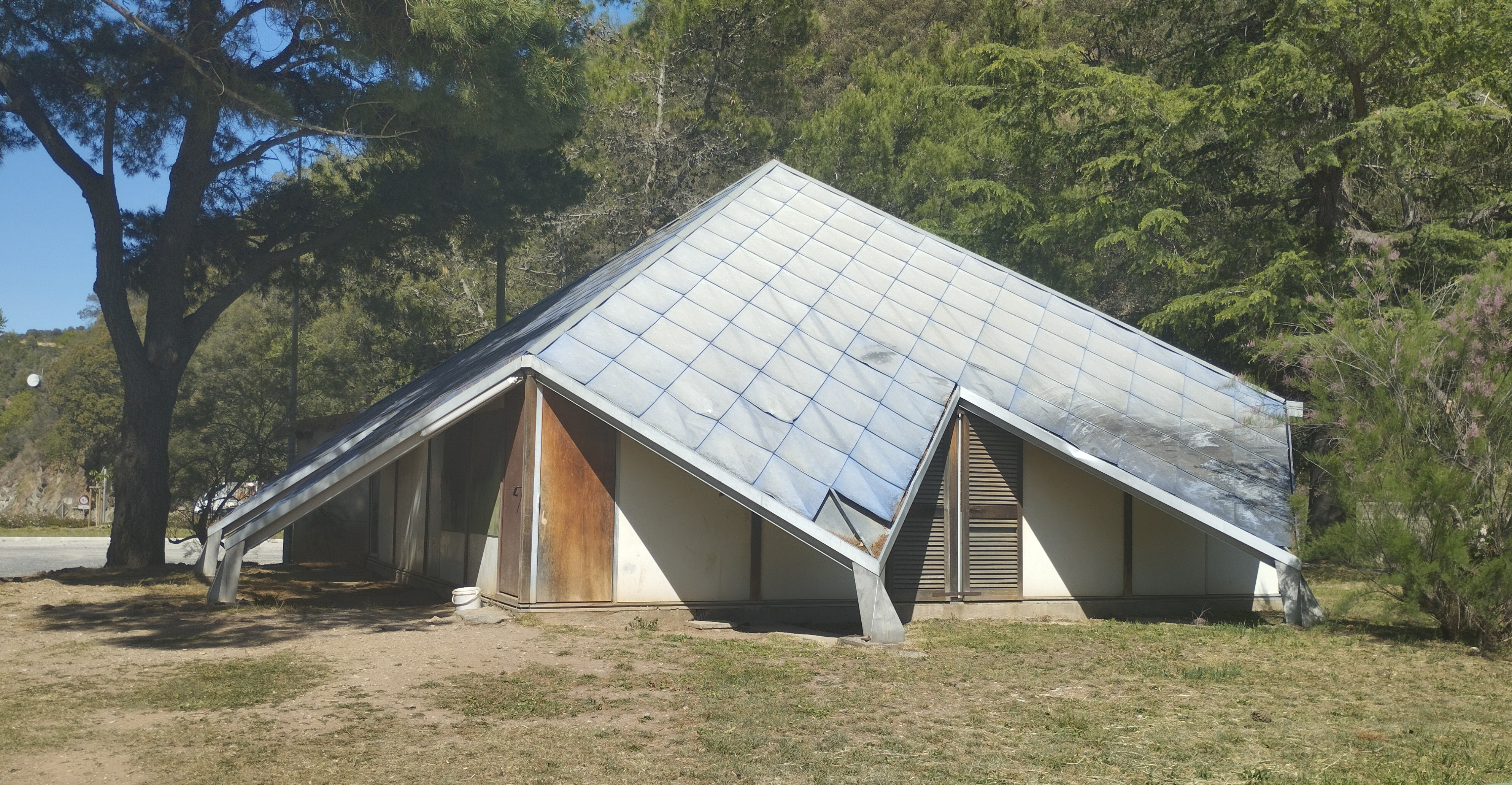
Le Mille-Club à Amélie-les-Bains.

Les Mille-Club sont des bâtiments modulaires.

## Historique
Les Mille-Club sont issus d'une commande de l'état français, à l'initiative de François Missoffe, Ministre des Sports sous le gouvernement Pompidou de 1966 à 1968. Il organise une vaste réflexion qui se traduit en 1968 par la publication d'un "Livre Blanc" qu'il entends comme des "États généraux des besoins de la jeunesse". Cette publication lui vaudra une célèbre altercation avec Daniel Cohn-Bendit en janvier 1968 à Nanterre.
Dans ce contexte, et pour pallier la pénurie de locaux socio-éducatifs, le ministère de la Jeunesse et des Sports instaure "l'opération 1000 clubs de Jeunes" par la circulaire du 20 juillet 1967. Dans la décennie suivante, sont organisés successivement deux concours conception-réalisation en vue de la construction de bâtiments modulaires, destinés à la jeunesse sur l'ensemble du territoire,. Pour ces deux concours, le principe est de livrer des bâtiments en kit aux communes, accompagné d'une notice de montage destiné aux organisations de jeunesse locales qui se chargent du montage. Ainsi, le principe de montage impose des éléments modulaires facilement manutentionables, d'un poids de 60 kg maximum.

## Premier concours 1966/1971
À la suite de ce concours, deux types de Mille-Club ont été réalisés et livrés, par deux constructeurs associés à des équipes d'architecte.
Le constructeur SEAL (Société d'Exploitation des Alliages Légers) associés à l'équipe Bechu/Bidault/Guillaume architectes proposent le modèle Mont Blanc. La société BSM 'Bois Sciés Manufacturés", avec Godderis et Deleu architectes proposent le modèle D333 ,. A relever, les projets de Jean Prouve et Gérard Grandval ne sont pas retenus.